# Poiana Șcheii, Iași
Poiana Șcheii (în trecut, Găunoasa) este un sat în comuna Șcheia din județul Iași, Moldova, România.